# Biophobia
Biophobia е една от първите екстремни групи в Бургас, създадена от китариста Росен Янев през лятото на 1992 г.
Името е измислено от фен на групата. Първите собствени композиции са „Брод към Ада“, „Прокоба“ и „Мазохист“. Групата свири на сцената на рок-фестивала в Бургас и на фестивала „Рок хит '92“ във Варна. След участието във Варна, двама от музикантите са сменени. Появяват се нови парчета в репертоара – „Мишена“, „Умри за да съществуваш“ и „Смърт на господарите“. В новия състав, групата изнася концерт в Профсъюзния дом в родния им град. Време е за първите записи и групата заминава за София, за да запише седем парчета в студио „Графити“ за сплита с KARTZER (1994). През 1995 г. излиза първият самостоятелен албум на BIOPHOBIA – „You Are God, You Are Nothing“, издаден от Riva Sound. След излизането му, съставът е променен изцяло – остава само Росен. В новата формация записват албума „The Holy Office“ и прави впечатление включването на клавишни. Следват нови персонални промени. През 1998 г. излиза ЕР-то „A Master of the Evil Forces“ след което групата се разпада. През 2002 година Росен Янев събира нов състав, с който записва една от репетициите на групата.
На 13 юли 2016 Росен Янев умира. Погребан е в Бургас.

## Състав
| Последни членове: - Росен Янев – китара (1992 – 2003) - Мариян Калинов (Shurale) – бас (2002 – 2003) - Златин Атанасов (Deimoz) – барабани (2002 – 2003) - Димитър Христов (The Pilot) – клавиши (2002 – 2003) - Атанас Иванов (The Dark / Belfegor) – вокали (2002 – 2003) |  | Предишни членове: - Кристиан Петров – бас (1992 – 1993) - Живко Дервенов – барабани (1992 – 1994) - Иван Ганчев (Чеха) – вокали (1993 – 1995) - Велин Нягулов (V. Necron) – бас (1994 – 1995) - Тихомир Люцканов (Ламята) – барабани (1992) (1994 – 1995) - Детелин Монев – вокали (1995 – 1997) - Петър Дишков – бас (1995 – 1997) - Николай Кустев (Kalhas) – барабани (1996 – 1998) - Светлана Паскалева (Sunny) – клавиши (1995 – 1997) - Минчо – бас (1997 – 1998) |

## Дискография
| - 1994: Under One Flag – Сплит с Kartzer - 1995: You Are God, You Are Nothing - 1996: The Holy Office - 1998: An Master of the Evil Forces | - 1995: The Holy Office / Demo - 2002: Rehearsal / Demo | - 1992: Рок Хит'92 – Варна - 1994: Метъл Фест – Шумен - 1994: Концерт Хиподил – Бургас (Biophobia като подгряваща група) - 1995: Рок Клуб Сатан – Бургас |  |